# Isla de Cedros
Isla de Cedros, deutsche Bedeutung Zederninsel, ist eine Insel vor der Küste des mexikanischen Bundesstaates Baja California im Pazifik. Die Insel liegt 426 Kilometer südlich von San Diego. Sie ist 22 Kilometer vom Festland (Punta Eugenia) entfernt. Die Insel hat eine Fläche von 348,295 km². Die wichtigsten der acht Siedlungen sind Cedros (Hauptort) und Punta Morro Redondo (Hafen, Flughafen). Sie bildet eine der Delegaciones des Municipio Ensenada, zu dem auch die 15 km weiter westlich gelegenen Islas San Benito gehören.

## Geographie und Klima
Höchster Berg ist der Monte Cedros mit 1205 m Höhe. Die niedrigen Punkte der Insel haben wenig Niederschlag, sodass Wüsten entstanden. In höheren Lagen gibt es Eichen, Wacholderbüsche und Kiefern. Auf der Insel ist vielfach Nebel festzustellen. Große Seelöwen-Kolonien finden sich auf der Westseite.
Alle paar Jahre wird die Insel von einem Hurrikan heimgesucht.